# 中町蔵の会館

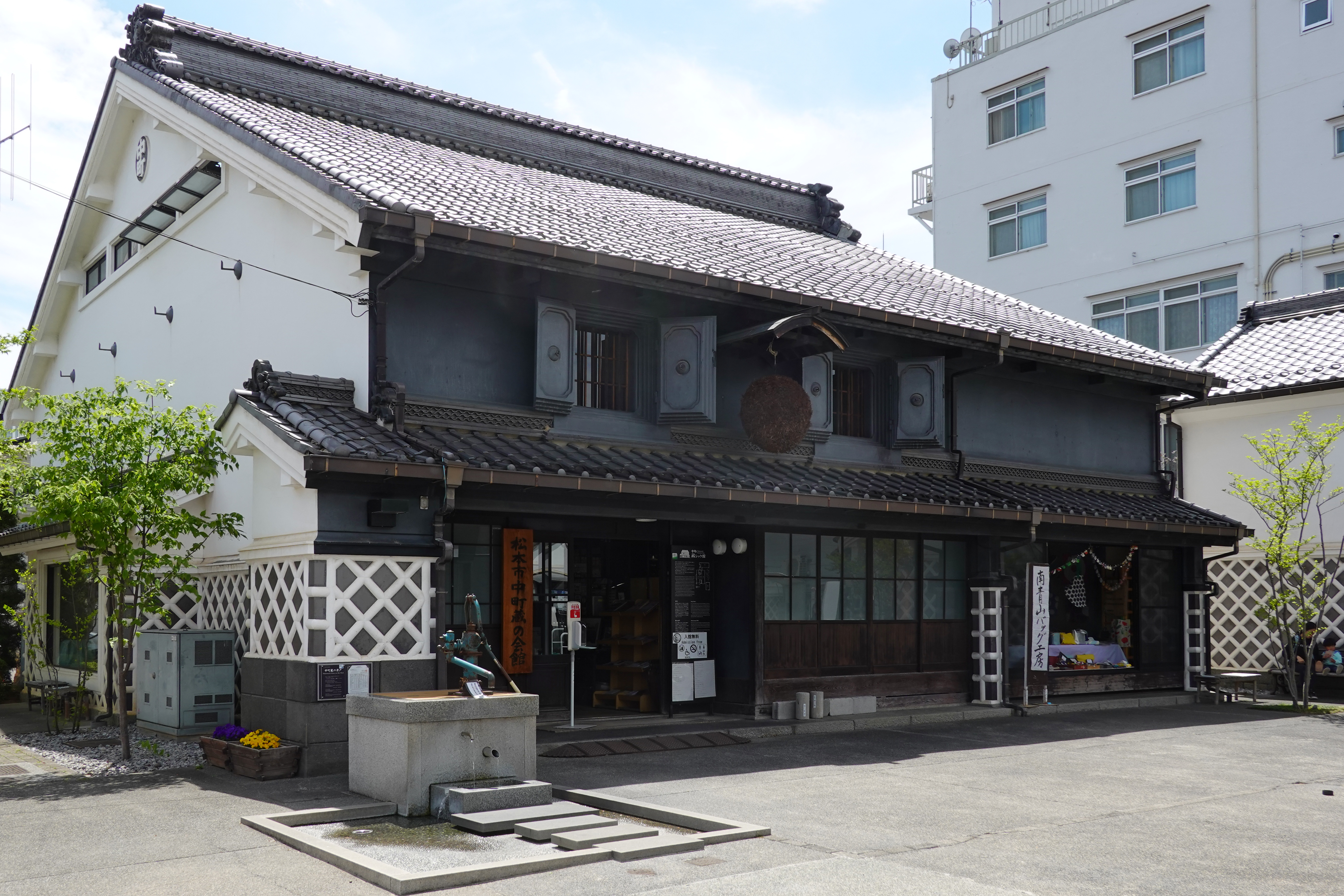
2号館（母屋）

中町蔵の会館（なかまちくらのかいかん）は長野県松本市中央の中町通りに面して建つ展示施設。愛称は中町・蔵シック館（なかまち・くらしっくかん）。1996年10月に開館した。

## 概要
松本市宮村町にあった造り酒屋「大禮酒造」の土蔵（1号館・1888年築）、母屋（2号館・1888年築）、離れ（3号館1923年築）を移築・復元・改装したもの。母屋は無料で見学ができ、貸し展示施設にもなっている。離れは貸し会議室、土蔵は喫茶室となり、蔵のある町づくりを推進している中町地区の中核施設として活用されている。

## 施設
- 2号館
  - 土間、和室1（10畳+8畳）、和室2（12畳+5畳）、展示室1、展示室2
- 3号館
  - 和室3、和室4、会議室1、会議室2

## 建築概要
- 設計― 降幡建築設計事務所
- 竣工― 1996年
- 構造― 木骨土蔵造
- 所在地― 〒390-0811　長野県松本市中央2-9-15

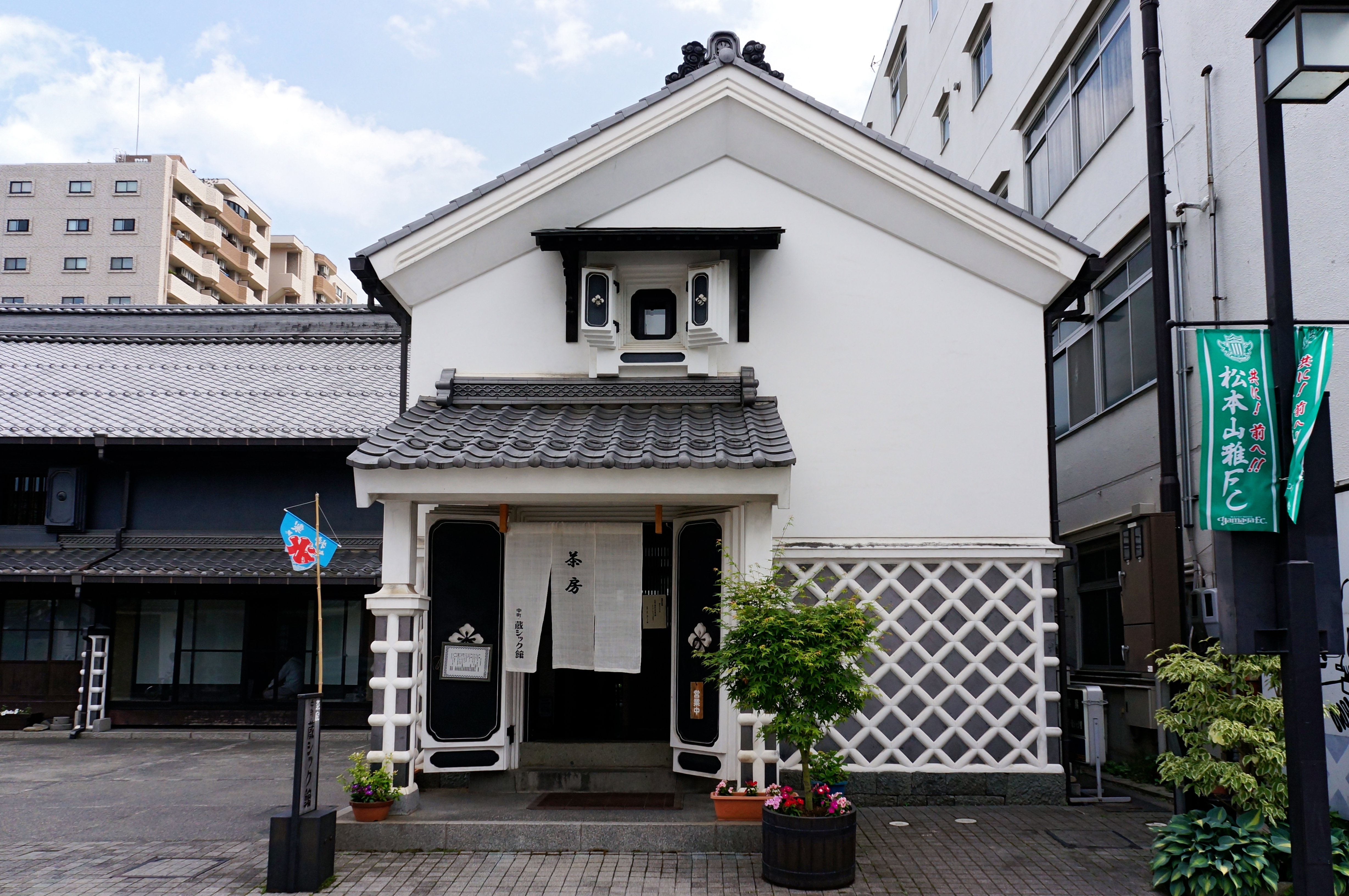
1号館
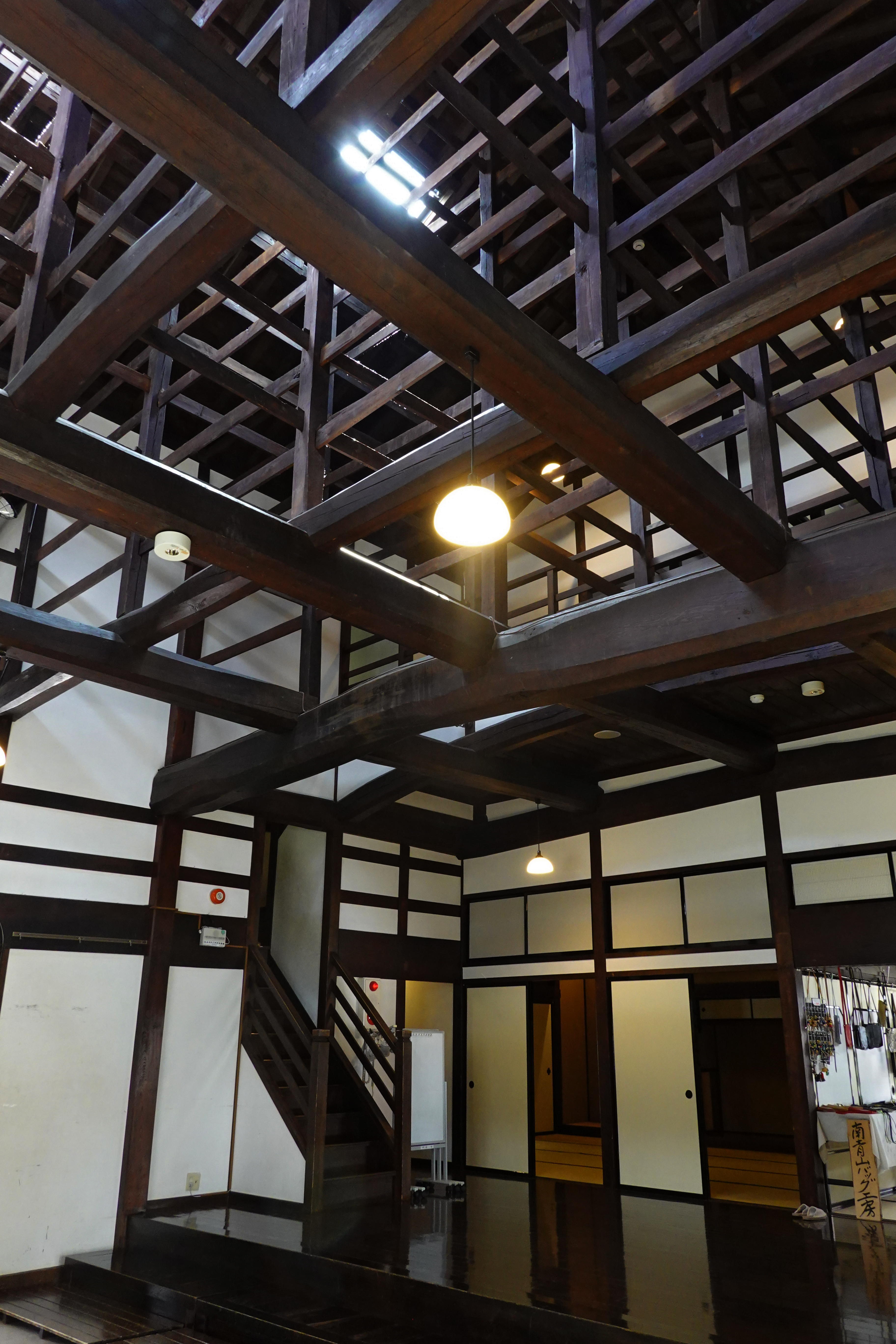
2号館（母屋）の土間

## 交通アクセス
- JR松本駅 徒歩12分